# Zinaída Akséntieva
Zinaída Mikoláievna Akséntieva (transliteración del cirílico ucraniano Зінаїда Миколаївна Аксентьєва, en ruso Зинаида Николаевна Аксентьева, Zinaída Nikoláievna Akséntieva) (25 de julio de 1900, Odesa-8 de abril de 1969, Poltava Ucrania) fue una astrónoma y geofísica ucraniana.

## Biografía
En 1924, obtuvo la licenciatura en física por la Universidad de Odesa y trabajó en el  Observatorio gravimétrico de Poltava, después de su creación en 1926, con actividades de observadora de cálculo, investigadora principal, jefa de servicio, directora adjunta de investigaciones, desde 1951 hasta su deceso. De 1929 a 1938, con el personal del observatorio, compiló las cartas gravimétricas de Ucrania e hizo el enlace con la red de gravimetría de Europa. De 1930 a 1941, estudió el uso de un sistema de medición con el péndulo horizontal Repsold-Levitsky. Durante la Segunda Guerra Mundial, fue evacuado a Irkutsk, y estudió las mareas sobre el lago Baikal. Bajo su dirección, el Observatorio gravimétrico Poltava fue de las más importantes instituciones universitarias para estudiar la rotación de la Tierra. Desde 1953, el observatorio puede calcular rápidamente las coordenadas del centro de la Tierra.

## Honores
- 1960: trabajadora de Honor de Ciencias de la URSS (1960).
- 1951: fue elegido miembro correspondiente de la Academia Nacional de Ciencias de Ucrania.

### Eponimia
El cráter venusino Aksentyeva se nombró en su honor·.
- Portal:Biografías. Contenido relacionado con Astronomía.
- Portal:Ciencia. Contenido relacionado con Gravimetría (geofísica).